# فهرست کتاب‌های ایرانیان در نقد اسلام
این نوشتار، دربردارندهٔ نام‌های کتاب‌ها و مقالات ایرانیان نقد اسلام است.

### کتاب‌های نویسندگان دوره‌های پیشین
- نوشتارهای محمد (بن زکریا) رازی (۳۱۳–۲۵۱ ه‍.ق):

1. فی النبوات؛
2. فی حیَلِ المُتَنَبّین.[۱][۲][۳][۴] توضیح کوتاه دربارهٔ کتاب: نوشتاری در نقد مدعیان پیغمبری، و شگردهای آن‌ها.

- نوشتارهای ابوالحسین احمد راوندی (زاده ۲۱۰ ه‍.ق):

1. دامغ؛
2. زمرد.[۵]

توضیح کوتاه: کتاب‌های پیش‌گفتهٔ رازی و راوندی، از بین رفته‌اند. همچنین برخی از نویسندگان و مبلغان اسلامی، مدعی هستند که دو کتاب بالا به رازی، منسوب است؛ هر چند در برخی از کتاب‌های نویسندگان دیگر، رازی به عنوان یک فیلسوف و دانشمند دین‌ناباور شناسانده شده‌است.

### کتاب‌های نویسندگان دورهقاجاروپهلوی
- مکتوبات کمال‌الدوله، فتح علی آخوندزاده[۸] (۱۲ ژوئیهٔ ۱۸۱۲–۹ مارس ۱۸۷۸. /۲ رجب ۱۲۲۷– ۵ ربیع‌الاول ۱۲۹۵ ه‍.ق/۲۱ تیر ۱۱۹۱– ۱۸ اسفند ۱۲۵۶ ه‍.ش)؛ توضیح کوتاه دربارهٔ کتاب: نوشتاری است در نقد و بررسی دین و تاریخ اسلام از زبان شخصی فرضی به نام کمال‌الدوله.
- سه مکتوب، عبدالحسین (میرزا آقا خان) کرمانی[۹] (زاده ۱۲۳۲ در بردسیر کرمان؛ درگذشته ۱۲۷۵ در تبریز)؛ توضیح کوتاه دربارهٔ کتاب: نوشتاری با تأثیرپذیری از کتاب مکتوبات کمال‌الدوله فتح علی آخوندزاده و در نقد و بررسی دین اسلام و عرب‌های اسلام‌گرای یورش کننده به ایران.
- کاروان اسلام (البعثة الاسلامیه الی البلاد الافرنجیه)، صادق هدایت[۱۰] (زادهٔ ۲۸ بهمن ۱۲۸۱ در تهران؛ درگذشتهٔ ۱۹ فروردین ۱۳۳۰ در پاریس)؛ توضیح کوتاه دربارهٔ کتاب: نوشتاری در نقد کیش اسلام و آداب و رسوم مسلمانان به زبان طنز.
- شیعی گری، احمد کسروی (۸ مهر ۱۲۶۹–۲۰اسفند ۱۳۲۴)، توضیح کوتاه دربارهٔ کتاب :در نقد مذهب شیعه که باعث ترور اوشد

### کتاب‌های نویسندگان دوره اخیر
- نوشتارهای مسعود انصاری (زاده ۱۰ آذر ۱۳۰۶ در تهران؛ درگذشته ۲۰ شهریور ۱۳۹۳ در واشینگتن):

1. دین‌سازان بی‌خدا؛[۱۱] توضیح کوتاه دربارهٔ کتاب: نوشتاری در نقد پدید آورندگان دین (و انتساب دین‌هایشان به خدا).
2. از بادیه‌نشینی تا امپراتوری (فرایندهای فرهنگ‌سوز و تمدن‌ستیز اسلام برای بشریت)؛[۱۲] توضیح کوتاه دربارهٔ کتاب: نوشتاری در نقد دین اسلام و پایه‌گذار آن از پیش از ادعای پیغمبری تا به حکومت رسیدن.
3. بازشناسی قرآن؛[۱۳] توضیح کوتاه دربارهٔ کتاب: نوشتاری در زمینه نقد و بررسی آموزه‌های قرآن.
4. شیعه‌گری و امام زمان؛[۱۴]
5. روز قیامت در اسلام؛[۱۵]
6. نگاهی نو به اسلام؛[۱۶] توضیح کوتاه دربارهٔ کتاب: بازشناسی کیش اسلام با رویکردی انتقادی و دگراندیشانه.
7. الله اکبر؛[۱۷] توضیح کوتاه دربارهٔ کتاب: نوشتاری در زمینه تاریخ خداباوری، انواع خداانگاری و نیز نقد و بررسی خدای اسلام یعنی الله در قرآن.
8. زن در دام ادیان ابراهیمی؛[۱۸] توضیح کوتاه دربارهٔ کتاب: نوشتاری در نقد و بررسی جایگاه حقوقی و انسانی بانوان در سه دین یهودیت و مسیحیت و اسلام.
9. کوروش بزرگ و محمد بن عبدالله؛[۱۹] توضیح کوتاه دربارهٔ کتاب: نوشتاری در ستایش زمام‌داری کوروش هخامنشی و نقد شیوه زمام‌داری پایه‌گذار دین اسلام.
10. پول خون؛[۲۰] توضیح کوتاه دربارهٔ کتاب: نوشتاری در نقد گرفتن پول (جزیه) از اسلام‌ناباوران توسط اسلام‌گرایان برای کشته نشدن.
11. چرا مسلمان نیستم؟؛[۲۱]
12. ترور در حکومت الهی[۲۲] (ترجمه)؛
13. قرآن و حدیث در تصویر[۲۳] (ترجمه)؛ توضیح کوتاه دربارهٔ کتاب: نوشتاری در نقد برخی از آموزه‌های حدیثی اسلام در قالب طنز تصویری.

- کتاب‌های امیرحسین خنجی:

1. اسلام‌های متعارض؛[۲۴][۲۵] توضیح کوتاه دربارهٔ کتاب: چگونگی پیدایش چهار مذهب اسلامی خوارج، تشیع، تسنن و معتزله.
2. بازخوانی داستان کربلا؛[۲۶] توضیح کوتاه دربارهٔ کتاب: بیان دیدگاه تاریخی پیرامون قیام حسین بن علی و بررسی تفاوت آن با دیدگاه مذهبی. از پیشینهٔ اختلافاتِ خاندانی تا درگذشت حسین در کربلا و رخدادهای پس از آن.
3. بازخوانی داستان غدیر خم؛[۲۷][۲۸] توضیح کوتاه: بررسی و بازخوانی داستان غدیر خم بر اساس احادیث و روایتهای مربوط به انتصابِ علی به امامت و ولایت، و روایت‌های اثبات امامت و ولایتِ او از درونِ معتبرترین متونِ مذهبیِ شیعیانِ دوازده‌امامی که از اواخرِ سدهٔ سوم تا اوائلِ سدهٔ پنجم هجری توسط نظریه‌پردازان مذهبِ تشیع امامی تألیف شده‌است.
4. فروپاشی شاهنشاهی ساسانی؛[۲۹][۳۰] توضیح کوتاه دربارهٔ کتاب: کتابی است در مورد رخدادهای ناشی از فروپاشی شاهنشاهی ساسانی و اشغال ایران‌زمین توسط قبایل عرب و پی‌آمدهای آن برای ایران و ایرانیان.
5. سلمان فارسی، ایرانی‌نژاد یا کشیش سریانی؛[۳۱][۳۲] توضیح کوتاه دربارهٔ کتاب: پژوهشی پیرامون کیستی شخصیت سلمان فارسی و نقش او در تاریخ اسلام.
6. جایگاه امام نقی در سلسلهٔ امامت؛[۳۳][۳۴] توضیح کوتاه: بررسی جایگاه علی بن محمد (علی النقی) در سلسلهٔ امامت تشیع و زندگی تاریخی او.
7. کنیزداری در اسلام؛[۳۵][۳۶] توضیح کوتاه دربارهٔ کتاب: تعریف کنیز و بررسی مفهوم کنیزداری در اسلام، اشاره به گزارش‌هایی از زندگی پیامبر اسلام و پیروانش پیرامون کنیزان، زندگی و زمانهٔ کنیزان در دو سدهٔ نخست هجری و کنیزان نامدارِ شهرهای مدینه و مکه و بغداد و کوفه و دیگر شهرهای مسلمانان و نقش آن‌ها در رشد و توسعهٔ هنر رامشگری.
8. همسران پیامبر اسلام؛[۳۷][۳۸] توضیح کوتاه دربارهٔ کتاب: بازخوانی و بررسی زندگی همسران محمد.
9. نقش ایرانیان مدینه در ترور عمر؛[۳۹][۴۰]توضیح کوتاه دربارهٔ کتاب: نگاهی به چگونگی ترور عمر بن خطاب و نقش ایرانیان مدینه در وقوع آن.

- کتاب‌های لطف‌الله روزبهانی (روزبه آذربرزین):

1. قرآن، کلام محمد؛[۴۱] توضیح کوتاه دربارهٔ کتاب: نوشتاری انتقادی دربارهٔ قرآن و اسلام است.
2. محمد، پیامبرشاه عرب؛[۴۲] توضیح کوتاه دربارهٔ کتاب: کتابی انتقادی دربارهٔ محمد بن عبدالله و رفتارها و قدرت‌طلبی… اش است.
3. مهدی بیا.[۴۳][۴۴] توضیح کوتاه دربارهٔ کتاب: نوشتاری در نقد پیشوای دوازدهم شیعه جعفری.
4. اسلام و حرکت ناسیونالیستی عرب؛[۴۵][۴۶] توضیح کوتاه دربارهٔ کتاب: نوشتاری انتقادی دربارهٔ کیش اسلام و ملی‌گرایی عرب‌ها.
5. بنیاد اسلام و جمهوری اسلامی؛[۴۷][۴۸] توضیح کوتاه دربارهٔ کتاب: در نقد اسلام و نظام جمهوری اسلامی ایران.
6. چگونه دین‌بازی ما ایرانیان، دنیا را در خرافه، فرو برد![۴۹][۵۰] توضیح کوتاه دربارهٔ نوشتار: نقد و بررسی اجمالی تأثیرات اسلام بر ایرانیان و نیز اسلام‌گرایی آن‌ها بر جهان.
7. تاریخ شرمگاهی اسلام.[۵۱][۵۲]

- کتاب‌های شجاع‌الدین شفا (زادهٔ ۱۳ آذر ۱۲۹۷ در قم؛ درگذشتهٔ ۲۷ فروردین ۱۳۸۹ در پاریس):

1. پس از ۱۴۰۰ سال؛[۵۳] توضیح کوتاه دربارهٔ کتاب: نوشتاری در نقد و بررسی تاریخ هزار و چند صد ساله کیش اسلام و نیز حکومت جمهوری اسلامی ایران.
2. تولدی دیگر (ایران کهن در هزاره‌ای نو)؛[۵۴]
3. [پاسخ به] پنج نقد به تولدی دیگر؛[۵۵]
4. توضیح المسائل؛ از کلینی تا خمینی (پاسخ‌هایی به پرسش‌های هزار ساله)؛[۵۶] توضیح کوتاه دربارهٔ کتاب: نقد و بررسی مسائلی اسلامی از آثار و دوره یعقوب کلینی تا آثار و دوره سید روح‌الله خمینی.
5. حقوق بشر، قانون بیضه و بمب اتمی؛[۵۷] توضیح کوتاه دربارهٔ کتاب: نوشتاری در دفاع از حقوق بشر و نیز نقد قانون کیفری اسلام و نقد حکومت جمهوری اسلامی ایران.
6. معمای ادیان؛[۵۸]
7. در پیکار با اهریمن؛[۵۹]

- کتاب‌های اسماعیل نوری علا (زادهٔ ۲۳ بهمن ۱۳۲۱):

1. پیدایش و نقش دین‌کاران امامی در ایران؛[۶۰]
2. جامعه‌شناسی سیاسی تشیع اثناعشری.[۶۱]
3. ریشه‌های دشمنی اسلام با ایران؛[۶۲][۶۳][۶۴][۶۵]
4. خدمات اسلام به ایران![۶۶] توضیحی کوتاه دربارهٔ کتاب: نوشتاری در ردّ ادعای خدمت دین اسلام به ایران و ایرانیان.
5. مشکل اصلی ایرانیان با اسلام؛[۶۷]

و ده‌ها مقالهٔ دیگر.
- نوشتارهای بهرام رحمانی:

1. نقد دین؛[۶۹]
2. مذهب، و داستان ظهور امام زمان؛[۷۰]
3. نگاهی به تاریخ اسلام؛[۷۱]
4. اسلام و جمهوری اسلامی ایران؛[۷۲]
5. مذهب، ناسیونالیسم و مسئلهٔ زن.[۷۳]

- نگاشته‌های فرزاد جاسمی:

1. قرآن، اسلام و کج‌فهمی ما!؛[۷۴]
2. قرآن، بی‌هیچ پیامی برای ما؛[۷۵]
3. اسلام، خرافات، و منشور زن‌ستیزی؛[۷۶] توضیح کوتاه دربارهٔ کتاب: نوشته‌ای انتقادی دربارهٔ کیش اسلام و احکام حقوقی… بانوان است.
4. تنها پیامبر؛[۷۷]
5. اسلام، کیش سکس و شهوت.[۷۸] توضیح کوتاه دربارهٔ کتاب: کتابی است در نقد مسائل جنسی دین اسلام.

- کتاب‌های حجت‌الله نیکویی:

1. نقد قرآن؛[۷۹] توضیح کوتاه دربارهٔ کتاب: نوشتاری در نقد و ردّ آموزه‌ها و ادعاهای قرآن است.
2. نقد نظری مبانی نبوت؛[۸۰] توضیح کوتاه دربارهٔ کتاب: کتابی در زمینه نقد و بررسی ادعای پیغمبری (در اسلام) است.
3. تئوری امامت در ترازوی نقد.[۸۱] توضیح کوتاه دربارهٔ کتاب: نوشتاری در نقد و بررسی مسئله امامت است.

- کتاب‌های سیامک ستوده:

1. تاریخ گفته نشده اسلام؛[۸۲]
2. تروریسم اسلامی، پایان یک شکست؛[۸۳]
3. تروریسم اسلامی، اهداف و انگیزه‌ها؛[۸۴]

- نوشتارهای سُها:

1. نقد قرآن؛[۸۵]؛ توضیح کوتاه دربارهٔ کتاب: یکی از بزرگ‌ترین (طولانی‌ترین) نوشتارها در نقد اعتقادی، حقوقی، ادبی و اخلاقی… قرآن.
2. نقد احکام حقوقی، سیاسی و اقتصادی اسلام.[۸۶]

- کتاب‌های نادره افشاری:

1. حجاب، پرچم اسلامیسم، فاشیسم قرن ۲۱؛[۸۷]
2. خشونت، زنان و اسلام.[۸۸]

- نوشتارهای احمد ایرانی:

1. ترانه‌های کوبنده دین؛[۸۹]
2. اندیشمندان و دین‌های دروغین.[۹۰] توضیح کوتاه دربارهٔ کتاب: سخنانی از دانشمندان و فیلسوفان دین‌ناباور در نقد دین.

- نگاشته‌های ستار سلیمی (آله دالفک):

1. سنجش فرهنگ پارسی با فرهنگ تازی؛[۹۱] توضیح کوتاه دربارهٔ کتاب: نوشتاری که در آن، به مقایسه برخی از اشعار و سخنان شاعران و اندیشمندان ایرانی با آیات و احادیث اسلامی پرداخته شده‌است.
2. پژوهشی در زندگی علی، نماد شیعه‌گری؛[۹۲]

- کتاب‌های حسن عباسی (سیاوش اوستا):

1. از میترا تا محمد؛[۹۳] توضیح کوتاه دربارهٔ کتاب: نوشتاری دربارهٔ گذشته ایران باستان و نیز در نقد محمد بن عبدالله، پایه‌گذار کیش اسلام.
2. قرآن، سروده‌ای به سبک پارسی؛[۹۴] توضیح کوتاه دربارهٔ کتاب: پژوهشی است دربارهٔ اثرپذیری‌های گوناگون محمد و قرآن از دین مزدیسنا.

کتاب ۲۳ سال برجسته‌ترین نوشتار علی دشتی

- آثار فرخ معانی:

1. خشوت و تبعیض در اسلام؛[۹۵] توضیح کوتاه دربارهٔ کتاب: نقد و بررسی خشونت و تبعیض دین اسلام بر ضد زنان و دگراندیشان و پیروان دین‌های دیگر.
2. دو گفتار؛[۹۶] توضیح کوتاه دربارهٔ کتاب: نقد و بررسی آموزه‌های محمد بن عبدالله دربارهٔ زنان و نیز مسئله اثرپذیری‌اش از فرهنگ عرب غیر مسلمان.

- نوشتارهای رضا آیرملو:

1. قرائت قرآن غیر دینی؛[۹۷] توضیح کوتاه دربارهٔ کتاب: نقد و بررسی قرآن و مطالب آن از دیدگاه انتقادی و برون‌دینی.
2. زن در گرداب شریعت؛[۹۸] توضیح کوتاه دربارهٔ کتاب: نقد و پژوهشی تاریخی و جامعه‌شناختی دربارهٔ احکام زنان در دین اسلام و نیز وضعیت زنان در ایران.

- ۲۳ سال، علی دشتی؛[۹۹] (زاده ۱۱ فروردین ۱۲۷۶ در کربلا؛ درگذشته ۲۵ دی ۱۳۶۰ در تهران) توضیح کوتاه دربارهٔ کتاب: نوشتاری در نقد تاریخی و اخلاقی و ادبی… قرآن و اسلام و به ویژه دوره ادعای پیغمبری محمد بن عبدالله (که نسخه تازه آن، با مقدمه و ویرایش بهرام چوبینه، منتشر شده‌است).
- حاشیه‌ای بر کتاب ۲۳ سال؛[۱۰۰] توضیح کوتاه دربارهٔ کتاب: نوشتاری انتقادی دربارهٔ آموزه‌هایی اسلامی و نیز رخدادهایی در تاریخ اسلام.
- آزادی، حق انتقاد از اسلام است، منوچهر جمالی[۱۰۱] (زاده ۱۳۰۷ خورشیدی، کاشان؛ فوت ۱۶ خرداد ۱۳۹۱، اسپانیا)؛
- از مدینه تا تیسفون، فرود فولادوند (فتح‌الله منوچهری)[۱۰۲] (زاده ۵ آذر ۱۳۲۰ خورشیدی در روستای شاهوله لرستان؛ ناپدید از ۱۷ ژانویه ۲۰۰۷)؛ توضیح کوتاه دربارهٔ کتاب: نوشتاری در نقد و بررسی عملکرد نخستین سران اسلامی از دوره زمامداری محمد بن عبدالله تا حمله عرب‌های اسلام‌گرا به ایران در دوره عمر بن خطاب.
- مقدمه‌ای در اسلام‌شناسی، علی میرفطروس (بابک دوستدار)[۱۰۳] (زاده ۱۳۲۹ خورشیدی، ایران)؛ توضیح کوتاه: کتابی است در نقد و بررسی تاریخی و اجتماعی دین اسلام و سران اصلی اسلام.
- امتناع تفکر در فرهنگ دینی، آرامش دوستدار[۱۰۴] (زاده ۱۳۱۰، تهران)؛
- محمد بن عبدالله، پیامبری که از نو باید شناخت، عبدالعلی بهشتی؛[۱۰۵] توضیح کوتاه: کتابی است انتقادی دربارهٔ اسلام و قرآن و زندگی محمد بن عبدالله.
- پیام اهرمن، پرسا پورساسان؛[۱۰۶]
- رنگ‌ها و نیرنگ‌ها، رضا بحری؛[۱۰۷] توضیح کوتاه: نگاشته‌ای است در زمینهٔ نقد و بررسی روایات اسلامی و احکام و مسائل جنسی… کیش اسلام.
- تراوش اندیشه در پیرامون فرهنگ، مَردو آناهید؛[۱۰۸]
- تشیع و قدرت در ایران، بهزاد کشاورزی؛[۱۰۹]
- نامه‌هایی برای محمد، امین قضایی؛[۱۱۰] توضیح کوتاه دربارهٔ کتاب: نقدهایی به محمد بن عبدالله در قالب نامه‌نویسی.
- ترور و اسلام، حسین ملک؛[۱۱۱]
- انگیزه زبونی، دیدگاهی تازه دربارهٔ اسلام، سلطان ملک؛[۱۱۲]
- تازیان، و ریشه‌های کشتار و ویرانگری، حسن رهنوردی؛[۱۱۳] توضیح کوتاه دربارهٔ کتاب: نوشتاری در نقد و بررسی یورش عرب‌های اسلام‌گرا به ایران و نیز آیینشان.
- قرآن محمدی، اکبر گنجی؛[۱۱۴] (زادهٔ ۱۱ بهمن ۱۳۳۸، تهران) توضیح کوتاه دربارهٔ کتاب: نوشتاری در نقد و بررسی کتاب قرآن است.
- اسلام، دین خشونت و کشتار، پیمان مرادخانی؛[۱۱۵]
- علی، قتال العرب، قاسم قره‌داغی؛[۱۱۶] توضیح کوتاه دربارهٔ کتاب: نوشتاری دربارهٔ کشتارهای علی بن ابی‌طالب بر ضد عرب‌ها و ایرانیان اسلام‌ناباور.
- نگاهی دیگر به فرایند اسلامی‌شدن ایران، ب. (داریوش) بی‌نیاز؛[۱۱۷] توضیح کوتاه: رویکردی انتقادی به روایت‌هایی تاریخی از رخدادهای صدر اسلام و نیز نقد و بررسی اسلام و ادعای استقبال ایرانیان از اسلام.
- آیا قرآن کلام آفریدگار است؟!؛[۱۱۸] توضیح کوتاه: نگاشته‌ای است در گسترهٔ نقد و بررسی قرآن و نیز برخی ادّعاها دربارهٔ آن.
- اسلام، زنان، مصاف‌ها و چشم‌اندازها، اعظم کم‌گویان؛[۱۱۹] توضیح کوتاه: نوشتاری است در زمینهٔ نقد و بررسی احکام حقوقی و اجتماعی و جنسی اسلام و قرآن دربارهٔ زنان.
- نقش دین و متولیان آن در تاریخ اجتماعی ایران، مهرا ملکی؛[۱۲۰] توضیح کوتاه: کتابی است دربارهٔ نقد و بررسی دین اسلام و حملهٔ عرب‌های مسلمان به ایران و رفتارهای آن‌ها.
- بررسی عقلانی حق، قانون و عدالت در اسلام، م. کوهسار (شاهرخ مسکوب)؛[۱۲۱]
- قرآن و ایران، کاوه؛[۱۲۲] توضیح کوتاه: نوشتاری است در نقد و بررسی کتاب قرآن و حملهٔ عرب‌های اسلام‌گرا به ایران و نیز عملکردهای حاکمان و ملایان حکومت جمهوری اسلامی ایران.
- تعمّقی در قرآن، عمید حقیقت‌جو؛[۱۲۳] توضیح کوتاه: کتابی است در زمینهٔ نقد و بررسی آموزه‌هایی قرآنی.
- نظام کائنات در قرآن، س. بینا؛[۱۲۴] توضیح کوتاه: کتابی است در رد ادعای اعجاز علمی قرآن.
- مقدمه‌ای بر مذهب شیعه اسلامی، موژان مؤمن، ترجمه: ج.ک.[۱۲۵] توضیح کوتاه: کتابی است در زمینه نقد و بررسی اسلام و به ویژه مذهب شیعه امامیه.

## نام‌های برخی از ایرانیان منتقد اسلام
| ردیف | رخ‌نگاره      | نام                               | زادروز          | جای زادروز            | تاریخ درگذشت یا کشته شدن      | جای درگذشت یا کشته شدن         | دلیل درگذشت یا کشته شدن                                                                          |  |
| ---- | ------------ | --------------------------------- | --------------- | --------------------- | ----------------------------- | ------------------------------ | ------------------------------------------------------------------------------------------------ |  |
| ۱    | بدون رخ‌نگاره | محمد بن زکریا رازی                | ۲۴۳ خورشیدی     | ری (ایران)            | ۳۰۴                           | ری (ایران)                     | -                                                                                                |  |
| ۲    |              | فتح علی آخوندزاده                 | ۲۱ تیر ۱۱۹۱     | شکی (قفقاز)           | ۱۸ اسفند ۱۲۵۶                 | تفلیس (گرجستان)                | -                                                                                                |  |
| ۳    |              | عبدالحسین (میرزا آقا خان) کرمانی  | ۱۲۳۲            | بردسیر کرمان (ایران)  | ۱۲۷۵                          | تبریز (ایران)                  | اعدام (بریده شدن سر)                                                                             |  |
| ۴    |              | صادق هدایت                        | ۲۸ بهمن ۱۲۸۱    | تهران (ایران)         | ۱۹ فروردین ۱۳۳۰               | پاریس (فرانسه)                 | خودکشی                                                                                           |  |
| ۵    |              | علی دشتی                          | ۱۱ فروردین ۱۲۷۶ | کربلا (عراق)          | ۲۵ دی ۱۳۶۰                    | تهران (ایران)                  | محکوم به اعدام توسط حکومت جمهوری اسلامی ایران (درگذشت در بیمارستان پس از شکنجه شدن)              |  |
| ۶    |              | شجاع‌الدین شفا                     | ۱۳ آذر ۱۲۹۷     | قم (ایران)            | ۲۷ فروردین ۱۳۸۹               | پاریس (فرانسه)                 | -                                                                                                |  |
| ۷    |              | مسعود انصاری                      | ۱۰ آذر ۱۳۰۶     | تهران (ایران)         | ۲۰ شهریور ۱۳۹۳                | واشینگتن (ایالات متحده آمریکا) | ایست قلبی                                                                                        |  |
| ۸    |              | رضا مظلومان («کوروش آریامنش»)     | ۱۷ دی ۱۳۱۴      | مشهد (ایران)          | ۷ خرداد ۱۳۷۵                  | اطراف پاریس (فرانسه)           | ترور و کشته شدن به دست برخی از عوامل امنیتی حکومت جمهوری اسلامی                                  |  |
| ۹    |              | فریدون فرخزاد (برادر فروغ فرخزاد) | ۱۵ مهر ۱۳۱۵     | تهران (ایران)         | ۱۶ مرداد ۱۳۷۱                 | بن آلمان                       | سلاخی شدن به گونهٔ دهشتناک به دست برخی از عوامل امنیتی حکومت جمهوری اسلامی                        |  |
| ۱۰   |              | فتح‌الله منوچهری (فرود فولادوند)   | ۵ آذر ۱۳۲۰      | شاهوله لرستان (ایران) | (ناپدید شدن:) ۲۷ دی ۱۳۸۵      | ترکیه                          | ربوده و ناپدید شدن به دست برخی از نیروهای امنیتی حکومت جمهوری اسلامی                             |  |
| ۱۱   | بدون رخ‌نگاره | علی‌اصغر کاظمی («شایان کاویانی»)   | -               | (ایران)               | (ناپدید شدن:) ۲۵ سپتامبر ۲۰۱۱ | ترکیه                          | ربوده و ناپدید شدن به دست برخی نیروهای امنیتی جمهوری اسلامی                                      |  |
| ۱۲   |              | بهرام مشیری                       | ۱ فروردین ۱۳۲۶  | گلپایگان (ایران)      | -                             | -                              | -                                                                                                |  |
| ۱۳   |              | امیرحسین خُنجی                     | ۱۰ مهر ۱۳۲۶     | خُنج (ایران)           | ۳۰ مهر ۱۳۹۲                   | شیراز (ایران)                  | سرطان                                                                                            |  |
| ۱۴   |              | ارسلان رضایی                      | -               | ایران                 | -                             | ترکیه                          | در ۲۰ آذر ۱۳۹۹ به دست برخی نیروهای وابسته به سپاه پاسداران انقلاب اسلامی ترور شد؛ ولی زنده ماند. |  |
| ۱۵   |              | شاهین نجفی                        | ۲۰ شهریور ۱۳۵۹  | بندر انزلی (ایران)    | -                             | -                              | -                                                                                                |  |
| ۱۶   | بدون رخ‌نگاره | محمدرضا نیکفر                     | ۱۳۳۵            | اراک (ایران)          | -                             | -                              | -                                                                                                |  |
| ۱۷   | بدون رخ‌نگاره | ژیلا مساعد استخری                 | ۱۳۲۷            | تهران (ایران)         | -                             | -                              | -                                                                                                |  |
| ۱۸   | بدون رخ‌نگاره | بهرام رحمانی                      | -               | ایران                 | -                             | -                              | -                                                                                                |  |
| ۱۹   | بدون رخ‌نگاره | اسماعیل نوری‌علا                   | ۲۳ بهمن ۱۳۲۱    | ایران                 | -                             | -                              | -                                                                                                |  |